# Montpelier and Wells River Railroad
Die Montpelier and Wells River Railroad (M&WR) ist eine ehemalige Eisenbahngesellschaft in Vermont (Vereinigte Staaten). Sie wurde am 6. November 1867 gegründet und beabsichtigte, die Hauptstadt des Bundesstaats, Montpelier, mit dem Connecticut River bei Wells River zu verbinden. Die rund 61,5 Kilometer lange Strecke ging 1873 in Betrieb.
Der Endbahnhof in Montpelier hatte über die Bahnstrecke Montpelier Junction–Williamstown eine Verbindung zur Hauptstrecke der Central Vermont Railway, die jedoch durch die M&WR nur im Güterverkehr befahren wurde. Am 1. März 1876 übernahmen die Aktionäre die Verwaltung der Gesellschaft, da diese in Finanznot geraten war. Sie wurde unter gleichem Namen am 1. Januar 1877 neugegründet.
Mit Eröffnung der Barre Branch Railroad und der Barre Railroad pachtete die M&WR am 1. Juni 1889 diese beiden Bahnen und führte den Betrieb auf der Zweigstrecke nach Barre. Im Geschäftsjahr 1909/10 standen der Bahngesellschaft neun Lokomotiven, sieben Personenwagen, drei Gepäck- und Postwagen, 148 Güterwagen sowie 29 Dienstwagen zur Verfügung.
Am 18. September 1913 erwarb die M&WR die Barre Branch Railroad. Gleichzeitig wurde der Pachtvertrag mit der Barre Railroad beendet. Das gesamte Aktienkapital war in Besitz der Vermont Valley Railroad, die wiederum 1925 durch die Boston and Maine Railroad gepachtet wurde. Im Januar 1945 kaufte schließlich die Barre and Chelsea Railroad, die ebenfalls in Besitz der Vermont Valley Railroad war, die M&WR. Teile der Strecke in Montpelier und von Barre nach Graniteville existieren noch heute und werden mittlerweile durch die Washington County Railroad befahren. Die übrigen Abschnitte einschließlich der Hauptstrecke der M&WR nach Wells River sind seit November 1956 stillgelegt.